# Telmatoscopus fraudulentus
Telmatoscopus fraudulentus är en tvåvingeart som först beskrevs av Eaton 1904.  Telmatoscopus fraudulentus ingår i släktet Telmatoscopus och familjen fjärilsmyggor. Inga underarter finns listade i Catalogue of Life.